# Maja Håge
Maja Håge, ogift Håkansson, född 19 mars 1905 i Borås, död 24 september 1988 i Essinge församling i Stockholm, var en svensk sångare och skådespelare.
Håge drog sig tillbaka från scenen 1945. 
Hon var sedan 1927 gift med skådespelaren Douglas Håge till hans död 18 november 1959. Makarna Håge är begravda på Örgryte nya kyrkogård.

## Filmografi
- 1939 – Frun tillhanda
- 1948 – Livet på Forsbyholm
- 1950 – Loffe blir polis

## Teater

### Roller
| År   | Roll | Produktion                        | Regi            | Teater                  |
| ---- | ---- | --------------------------------- | --------------- | ----------------------- |
| 1938 |      | Revolution i kåksta'n Ernst Berge | Sigge Fürst     | Vanadislundens teater   |
| 1938 |      | Stockholmsfilurer Gideon Wahlberg | Gideon Wahlberg | Odeonteatern, Stockholm |
| 1939 |      | Luftman & C:o Gideon Wahlberg     |                 | Odeonteatern, Stockholm |

## Diskografi i urval
- Cykelvisa, med Waldimirs orkester
- När de' ä' månsken, med Eckert-Lundins orkester
- En västanfläkt från Bohuslän, med Alla tiders dargspelsorkester
- Smögens fiskarevals, med Alla tiders dragspelsorkester